# Wehrmachtbericht
Wehrmachtbericht (Wehrmachtrapporten) var ett radioprogram som sändes dagligen i Großdeutscher Rundfunk och behandlade läget för Nazityskland på alla fronter under andra världskriget. Den första avsnittet sändes den 1 september 1939, dagen då Polen invaderades, och det sista avsnittet sändes den 9 maj 1945, då Tredje riket kapitulerade villkorslöst. 
Att som tysk militär omnämnas med namn i Wehrmachtbericht utgjorde en särskild hedersbetygelse.

### Webbkällor
- ”Wehrmachtbericht” (på engelska). TracesOfWar. STIWOT (Stichting Informatie Wereldoorlog Twee). https://www.tracesofwar.com/awards/1943/Wehrmachtbericht.htm. Läst 10 februari 2014.